# Wehrkirche Illschwang

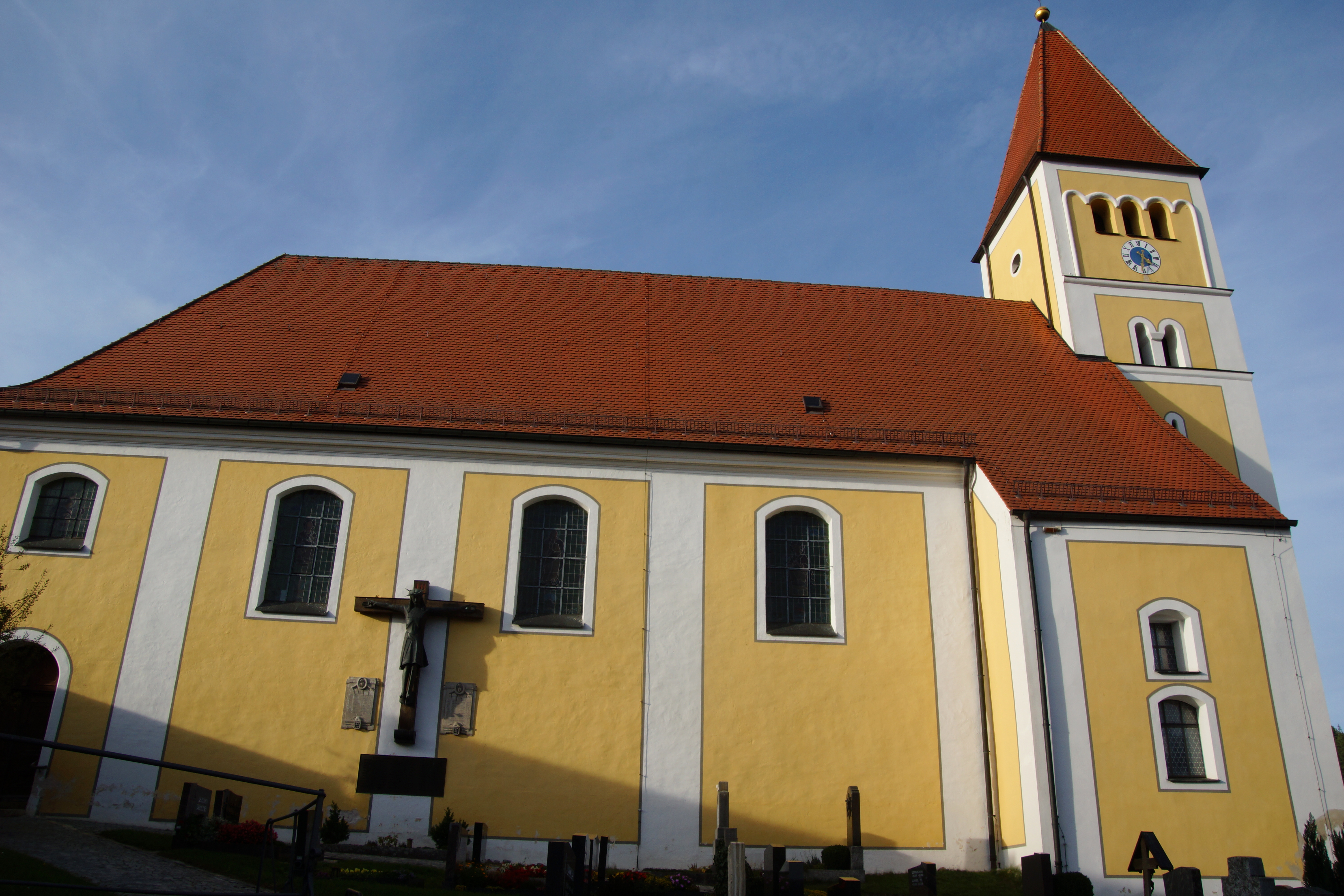
St. Vitus in Illschwang

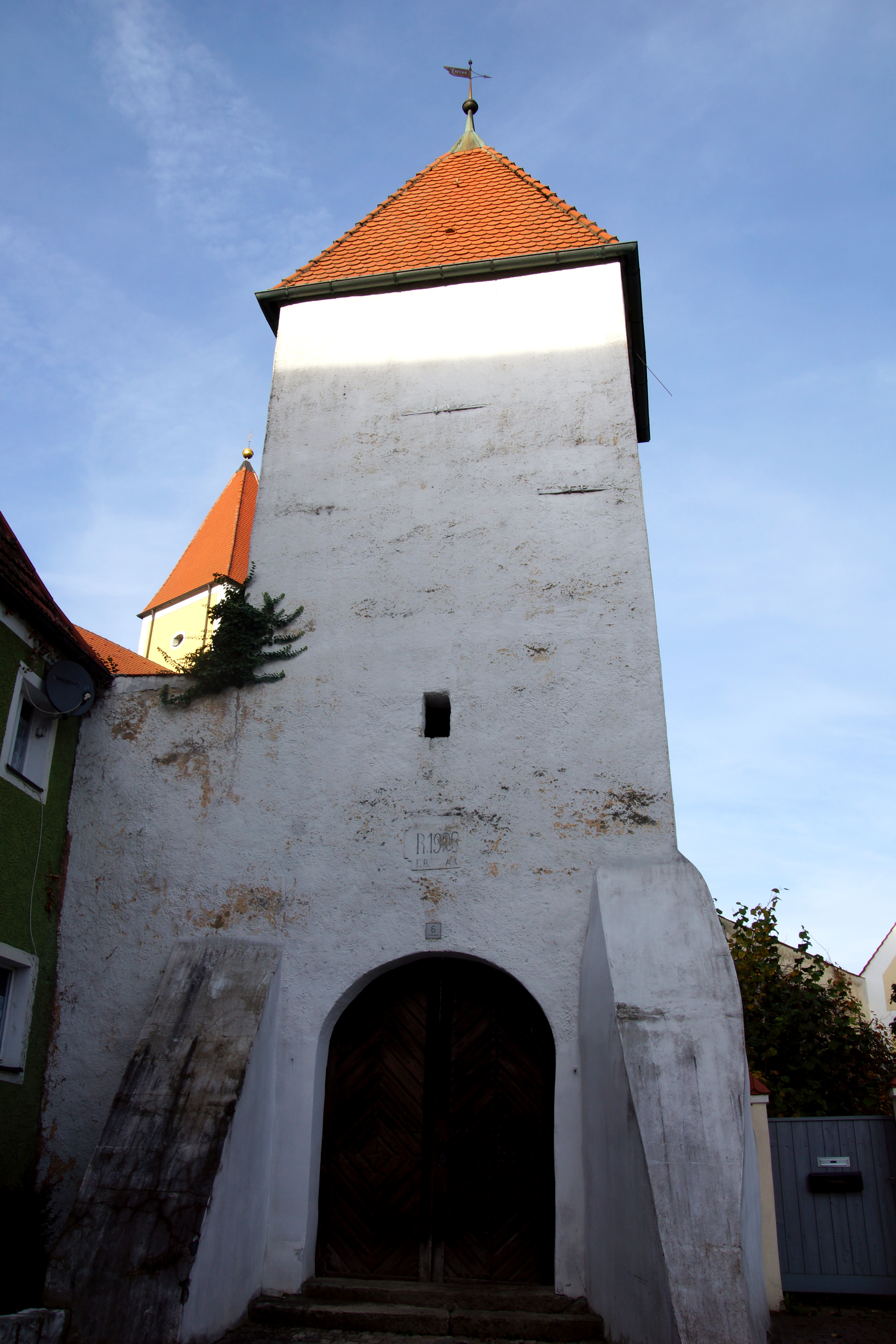
Pfarrkirche St. Vitus in Illschwang (2014)

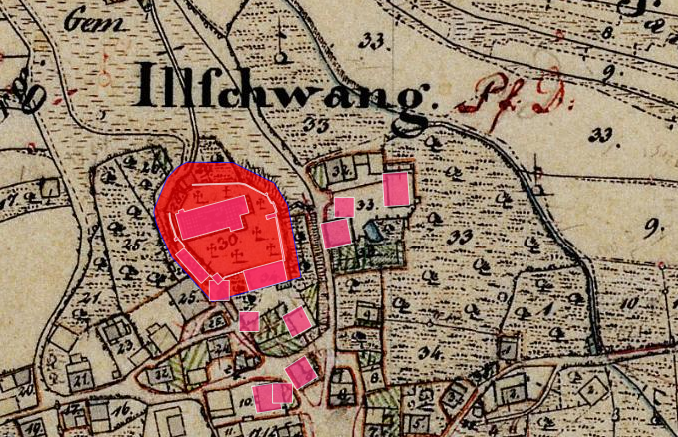
Lageplan der Wehrkirche Illschwang auf dem Urkataster von Bayern

Die Wehrkirche Illschwang ist eine größtenteils erhaltene Wehrkirche (Friedhofsbefestigung) und heutige Simultan-Pfarrkirche St. Veit in Illschwang (Haus Nr. 30) im Landkreis Amberg-Sulzbach in Bayern. Sie ist unter der Aktennummer D-3-71-131-5 als Baudenkmal verzeichnet. „Archäologische Befunde des Mittelalters und der frühen Neuzeit im Bereich der Simultan-Pfarrkirche St. Veit in Illschwang, darunter die Spuren von Vorgängerbauten bzw. älterer Bauphasen“ werden zudem als Bodendenkmal unter der Aktennummer D-3-6536-0158 geführt.
Die mittelalterliche Befestigungsanlage wurde 1109 erwähnt und im Dreißigjährigen Krieg zerstört. Das Langhaus wurde im 18. Jahrhundert erweitert, der Turm und die Chormauern sind romanisch. Der Friedhof mit Befestigungsmauer und Torturm ist erhalten.

## Orgel

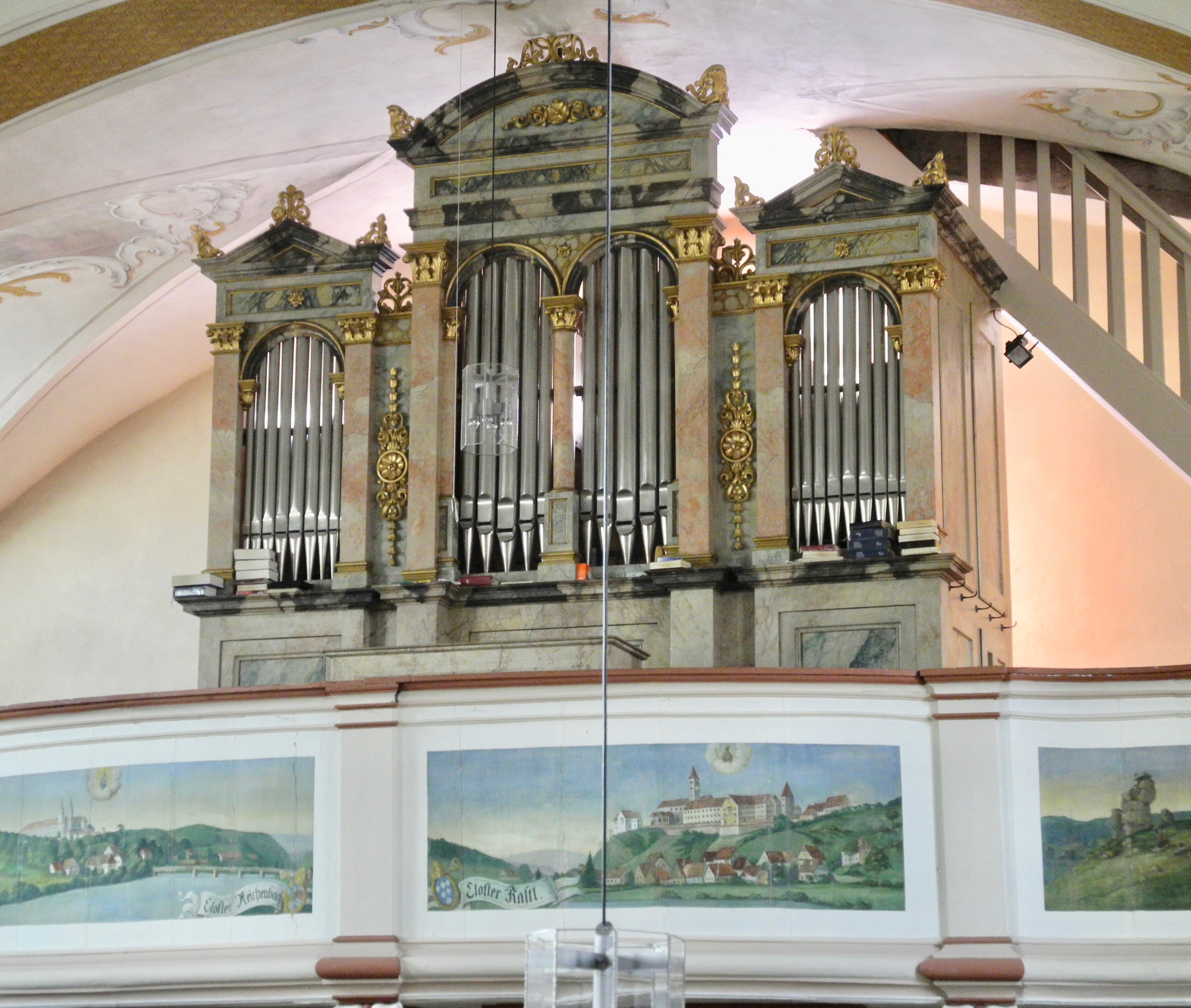
Die Steinmeyer-Orgel von 1878

Auf der Empore steht mittig die einmanualige Orgel mit dreigeteiltem neoromanischen Prospekt in historischer Rahmenbauweise mit zehn Manual-Registern und zwei Pedal-Registern. Vor dem Orgelgehäuse steht der freistehende Spieltisch. Die Orgel wurde 1878 von der Oettinger Orgelbaufirma Steinmeyer (Orgelbau) als op. 186 erbaut. Sie ist bis auf die Prospektpfeifen original erhalten. Die Disposition lautet:
| Manual C–f3 |          |
| Bourdon     | 16′ ab G |
| Principal   | 8′       |
| Gamba       | 8′       |
| Gedeckt     | 8′       |
| Salicional  | 8′       |
| Octav       | 4′       |
| Flöte       | 4′       |
| Dolce       | 4′       |
| Octav       | 2′       |
| Mixtur 3f.  | 2 ⁄3′    |

| Pedal C–d1 |     |
| Subbaß     | 16′ |
| Violon     | 8′  |

- Bemerkungen: Kegellade, mechanische Spiel- und Registertraktur, Koppel: I/P, Fortetritt